# Michael D. Higgins
Michael D. Higgins (irsk Micheál D. Ó hUigínn; født 18. april 1941 i Limerick) er en irsk politiker fra Irish Labour Party og Irlands præsident. 
Higgins blev den 27. oktober 2011 valgt til præsidentembedet, som han tiltrådte den 11. november 2011, hvor han efterfulgte Mary McAleese. Han blev genvalgt ved valget i 2018 den 26. oktober.

## Biografi
Før han kom ind i politik var Higgins lektor i statskundskab og sociologi ved University College Galway (UCG) og  gæsteprofessor ved Southern Illinois University i delstaten Illinois, USA. Higgins, der også er kendt som forfatter, blev 1973 udnævnt af den daværende premierminister (Taoiseach) Liam Cosgrave til at repræsentere Irish Labour Party i (Seanad Éireann. Ved senatsvalget 1977 blev han ikke genvalgt.
Fra 1981 til 1982 var Higgins medlem af (Dáil Éireann). 
Fra december 1981 var Higgins Galways borgmester. 1983 var han igen medlem af Senatet og var den ene af de tre repræsentanter for National University of Ireland, Galway. 1987 blev han igen valgt ind i Dáil Éireann. Desuden var han igen mellem 1990 og 1991 Galways borgmester.
12. januar 1993 til 17. november 1994 var Higgins i en koalitionsregering bestående af Fianna Fáil og Irish Labour Party minister for kultur og de irsksprogede Gaeltacht områder. 
Fra den 15. december 1994 til 26. juni 1997 var Higgins i den derpå følgende koalitionsregering af Fine Gael og Irish Labour Party igen minister for kunst, kultur og Gaeltacht. 